# Troll-Armee
Troll-Armee (auch Putinbots, Trollfabrik oder Web-Brigaden; russisch кремлеботы Kremleboty „Kreml-Bots“) bezeichnet eine verdeckte Organisation in Russland, die im Auftrag des Staates die öffentliche Meinung im Internet manipuliert. Mithilfe von Sockenpuppen – fingierten Identitäten – beeinflussen Angestellte gezielt die öffentliche Stimmung in Online-Foren und den Kommentarbereichen von Nachrichten-Seiten im Sinne der russischen Regierung. Erstmals beschrieben wurde das Auftauchen staatlicher Trolle in Russland im Jahr 2003. Der breiten Öffentlichkeit wurde ihr Wirken mit Beginn des Ukraine-Krieges ab 2014 bekannt. 

## Organisation
Über das Vorgehen staatlich gesteuerter Trolle wurde schon 2003 in einem Artikel der Zeitschrift Westnik (Журнал Вестник) berichtet. Anna Poljanskaja, Andrej Kriwow und Iwan Lomko beschrieben, wie der Staat Einfluss auf das Internet nimmt und wie „Web-Brigaden“ die Sichtweise der russischen Regierung verbreiten. Die Brigaden würden durch ihr kollektives Auftreten, die Wiederholung bestimmter Phrasen und sprachliche Besonderheiten, Diskreditierung von Regierungsgegnern, Europäern und Amerikanern sowie durch ihre abrupte Aktivierung während Wahlen auffallen. Die Brigaden hielten sich genau an den Standpunkt Wladimir Putins. Zum Beispiel verbreiteten die Brigaden anlässlich des Kurilenkonflikts und der Terroranschläge am 11. September 2001 antijapanische bzw. antiamerikanische Botschaften, stellten die Kommentare für längere Zeit jedoch komplett ein, nachdem Putin mit der japanischen Regierung eine Absprache getroffen und sich mit Amerika im Kampf gegen den Terrorismus solidarisiert hatte. Die Autoren berichteten auch von dem Auftrag, jeden der Russophobie zu bezichtigen, der nicht mit der russischen Politik übereinstimme. Geleitet wurde die Trollfabrik von Ilja Gorbunow.
Der New-York-Times-Reporter Adrian Chen traf bei seinen Recherchen auf einen Betreiber einer frühen Troll-Firma, der ab 2008 Arbeiten im Interesse der Regierung ausführte. Der Betreiber erklärte, dass es viele solcher Firmen gegeben habe und deren Mitarbeiter seines Wissens in die Tausende gingen. Dem Literaturkritiker und ehemaligen Stadtrat Moskaus Andrej Malgin waren diese Blogger seit dem Jahr 2010 aufgefallen. Ein Aufblühen der Trollaktivitäten führte Chen jedoch auf die Anti-Regierungs- und Anti-Putin-Proteste von 2011 zurück.
Einen wesentlichen Beitrag bei der Aufdeckung der Trollaktivitäten leisteten einzelne russische investigative Journalisten. Am 9. September 2013 veröffentlichte die regierungskritische Nowaja gaseta einen Artikel mit dem Titel Wo leben die Trolle? Wie Internet-Provokateure in St. Petersburg arbeiten und wer sie leitet. Nach der Nowaja gaseta war die Trollfabrik am 26. Juli 2013 bei den Behörden als Vereinigung registriert worden. Boris Reitschuster berichtete dem Deutschlandfunk 2014, er habe die Räume der Web-Brigaden mit eigenen Augen gesehen. Auch der New-York-Times-Reporter Adrian Chen betrat bei einer Recherchereise das Gebäude. Er wurde danach von der Organisation als „CIA-Agent mit Kontakten zu Neonazis“ diskreditiert.
Der offizielle Name für die Organisation lautete „Agentur für Internet-Forschung“ (dt. für Агентство интернет-исследований Agenstwo internet-issledowani), danach „Bundesnachrichtenagentur“ (dt. für Федеральное агентство новостей Federalnoje agenstwo nowostei, FAN). Im angelsächsischen Raum existiert die Bezeichnung Internet Research Agency, kurz IRA. Im Jahr 2015 wurde der Name Glavset bekannt. Wegen ihres Hauptsitzes in Olgino, einem Bezirk von Sankt Petersburg, sprach man im Englischen ab dem Jahr 2015 von den Trolls from Olgino. Es gilt als gesichert, dass die Organisation im Frühjahr 2015 nach einem Umzug in der uliza Sawuschkina 55 in Sankt Petersburg ansässig ist. Dort arbeiten mehrere Hundert freie Mitarbeiter; jene mit entsprechenden Fremdsprachenkenntnissen erhielten mehr Lohn – dies sicher bis ins Jahr 2015 in bar. Sie betreiben in den Kommentarbereichen und Diskussionsforen nationaler und internationaler Nachrichtenportale Astroturfing mit Propaganda der russischen Regierung unter Beachtung und Verwendung vorgegebener Schlagwörter. Zusätzlich werden eigene „Nachrichtenportale“ betrieben. Nach verschiedenen Quellen war der Putin-Vertraute Jewgeni Prigoschin für die direkte Finanzierung zuständig, was dieser Anfang 2023 auch offiziell zugab.
In einer vom russischen Hacker-Kollektiv Anonymous International veröffentlichten E-Mail wurden die Arbeitsvorgaben der Mitarbeiter erläutert. Hiernach muss jeder Autor pro Tag mindestens 50 Kommentare zu Newsartikeln verfassen und daneben sechs Facebook- sowie zehn Twitter-Profile verwalten und binnen eines Monats 500 Follower generieren (respektive 2000 auf Twitter). Nur ein Bruchteil aller Kommentare hat politischen Charakter; der Rest dient der Gewinnung von Likes und der Verlinkung aufgrund von Schlagworten. Dazu wird zumindest innerrussisch im Team gearbeitet, wobei verschiedene Bearbeiter verschiedene Rollen einnehmen: These, Antithese und die Synthese in regierungsfreundlicher Gestalt.
Bots übernehmen in einem weiteren Schritt das massenhafte „liken“ der „richtigen“ Begriffe, damit sie in den Algorithmen der Suchmaschinen höher steigen und in den Social-Media-Plattformen höchste Aufmerksamkeit bekommen. In Estland wurden während des Jahres 2017 neunmal so viele Tweets in russischer Sprache von Bots abgesetzt wie von Menschen, wenn es um die NATO ging, ein Hauptziel der russischen Propaganda. In englischer Sprache produzierten die 25 Prozent Bot-Accounts 46 Prozent der englischsprachigen Inhalte. Gleichzeitig begannen die Bots, automatisierte Vorgänge im System von Twitter umgekehrt auszunutzen. So wurden Gegner der Putin-Propaganda mit Likes geflutet, um den Account zu verstopfen oder damit Twitter aufgrund der verdächtigen Aktivitäten den Account stilllege. Tweets beispielsweise von Accounts mit nur 6 Followern wurden von Botnets über 20.000 Mal retweetet. Durch die Wahl geeigneter Schlüsselwörter, also von den Bots gesuchter Stichworte im Tweet, verdreifachte sich die Zahl.
Im Dezember 2017 berichtete die St. Petersburger Wirtschaftszeitung Delovoy Peterburg über einen Umzug der Organisation in ein Gebäude in der Optikov-Straße 4. Die Bürofläche habe sich von 4.000 Quadratmetern auf 12.000 Quadratmeter erhöht. Ab Februar 2018 sollen dort 800 Mitarbeiter gearbeitet haben.

## Ehemalige Angestellte
Im Sommer 2015 reichte Ljudmila Sawtschuk eine Lohnklage über einen symbolischen Rubel ein, um das klandestine Unternehmen ans Licht zu bringen: Durch das Verfahren wurde das Unternehmen aktenkundig.
Sawtschuk nannte die Hasspropaganda- und Volksverhetzungs-Kommentare „Extremismus“, was in Russland verboten sei und ansonsten von den Behörden willkürlich verwendet werde, um missliebige Medien oder Benutzer von Social Media zu verfolgen; sie habe aber noch nie von der behördlichen Verfolgung eines Trolls gehört. Sawtschuk schrieb unter verschiedenen Identitäten zwischen Berichten über Alltägliches eingestreute politische Kommentare, darunter die angebliche „Sorge um Verwandte in Westeuropa“ und die angeblich verheerenden Auswirkungen der russischen Sanktionen gegen europäische Lebensmittelimporte auf die deutschen Bauern. Außerdem musste sie bestimmte vorgegebene Schlüsselwörter abarbeiten, z. B. musste sie Positives zu „Putin“, „Russlands Armee“, „Krim“ oder „Donbass“ und Negatives zu „Kiewer Junta“, NATO und Obama schreiben. Die Arbeitsräume im Gebäude an der Sawuschkinastraße würden ständig videoüberwacht und unter den Mitarbeitern herrsche eine Atmosphäre der Angst. Die Angestellten seien überwiegend jung, viele von ihnen seien Studenten, die den Job nicht aus Überzeugung oder einem Interesse an Politik machten, sondern um Geld zu verdienen. Daneben gebe es ältere Beschäftigte, die die Arbeit als „wirkliche Mission“ verstünden.
Gegenüber einem niederländischen Journalisten hatte eine ehemalige Mitarbeiterin angegeben, dass auch „verzweifelte“ Rentner dort arbeiteten; ihrer Ansicht nach arbeitete die Mehrheit dort nur wegen des Geldes und unterstützte die Regierungspolitik ansonsten nicht. Die vorgegebenen politischen Botschaften würden zwischen belanglose „Alltags“-Posts geschrieben, die aber interessant genug sein müssten, um beachtet zu werden; Geschichten schreiben zu können, sei Voraussetzung, damit auch eine Kuchen backende Bloggerin politische Inhalte transportieren könne.
150 regierungsfreundliche Kommentare waren das Soll für Marat Burkhard pro Schicht, unter anderem rassistische Beleidigungen des US-Präsidenten Barack Obama. Herabwürdigungen von Oppositionellen wie Alexei Nawalny, der Band Pussy Riot oder dem ukrainischen Präsidenten Petro Poroschenko gehörten zum Tagesgeschäft. Die Angestellten verwendeten Proxy-Server, um ihre IP-Adresse zu verbergen. Burkhards Gehalt lag bei 45.000 Rubel monatlich und damit deutlich über dem Durchschnittsverdienst in Russland. Der Lohn wurde immer in bar ausgezahlt. Wer die Webseiten von BBC oder CNN mit Kommentaren auf Englisch übersetzen konnte, erhielt ein höheres Gehalt; diese besser bezahlten internationalen Mitarbeiter hätten auch einen höheren Status, da sie nicht nur trollen, sondern auf intelligente Art Meinungen beeinflussen sollten; bei allzu plattem Kommentieren gab es gar Lohnabzüge. Voraussetzung war, die Probleme des Ziellandes zu kennen; diese Themen waren in den Medien zu beobachten und die Diskussionen dazu zu befeuern. Ziel war nicht, den Amerikanern Russland näherzubringen. „Wir hatten das Ziel, die Amerikaner gegen ihre eigene Regierung einzustimmen. Unruhe zu verursachen, Unzufriedenheit zu verursachen, die Beliebtheit von Obama zu senken.“
Die Aussteigerin Olga Malzewa verklagte die Trollfabrik auf Schadensersatz, da das Unternehmen sie wegen ihrer Schwangerschaft zur Kündigung drängte und ihr trotz gesetzlichen Anspruchs kein Mutterschaftsgeld auszahlte. Ihr Vorgesetzter versuchte Malzewa zu überzeugen, mit ihrer Geschichte nicht an die Öffentlichkeit zu gehen. Er bot ihr Geld an und drohte später (in einem mitgeschnittenen Telefongespräch), dass ihre Offenbarungen einigen „schlechten Genossen“ nicht gefallen würden. Malzowa war ab August 2014 in der für Blogeinträge zuständigen Abteilung angestellt und schrieb täglich unter verschiedenen Profilen Texte über Russland, die Ukraine und zeitweise über den Krieg in Syrien. Nach den Veröffentlichungen von Ljudmila Sawtschuk hätten die Kontrollen zugenommen, die Arbeitsplätze würden überwacht, Telefongespräche abgehört und Lügendetektortests durchgeführt. In Vorbereitung auf die gerichtliche Klage machte Malzewa eine Aufnahme von der zu ihrer Arbeitsstation gehörenden IP-Adresse. Laut der Sankt Petersburger Zeitung Fontanka.ru wurden von dieser Adresse aus Änderungen auf einer Seite durchgeführt, auf der Namen, Adressen und Bankdaten von oppositionellen Bloggern gesammelt wurden, und sie gehörte zu einer Firma, die mit Prigoschin in Verbindung stand.

## Bekannte Aktionen

### Ukraine-Krieg
Während des Krieges in der Ukraine seit 2014 waren russlandfreundliche Kommentare im deutschsprachigen Internet in der deutlichen Überzahl, was im Widerspruch zu Umfragewerten und der Position der mit dem Thema befassten Journalisten sowie Volksvertreter steht. Die in deutschen Internetforen vorherrschende russische Lesart des Kriegs spiegelt nicht die Meinung der Gesamtbevölkerung wider, zum Beispiel hielt laut einer repräsentativen Umfrage von 2015 eine Mehrheit der befragten Deutschen Russland für den Hauptschuldigen am Krieg in der Ukraine. Im Vergleich dazu teilen 20 % der befragten Deutschen die Sichtweise des Kremls – eine Lesart, die besonders unter Anhängern der Linkspartei und der AfD verbreitet ist. Die Süddeutsche Zeitung veröffentlichte Strategiepapiere der Petersburger Troll-Armee, die zeigen, dass Trolle im Zusammenhang des Ukraine-Krieges eingesetzt wurden, um die Kommentar-Bereiche großer Nachrichtenportale mit pro-russischen Meinungen zu füllen oder Debatten in sozialen Netzwerken zu stören. Ein Geschäftsführer der Agentur soll laut der Süddeutschen Zeitung die Authentizität der Dokumente bestätigt haben.
Von einer ähnlichen Flut kremlfreundlicher Kommentare berichteten internationale Medien wie Forbes Magazine oder The Guardian. So wurde in den Kommentaren oftmals die allgemeine Berichterstattung in Frage gestellt und die Schuld für die Auseinandersetzung „ukrainischen Faschisten“, der CIA oder NATO zugewiesen. Eine russische Beteiligung an dem Konflikt wurde entweder ganz in Frage gestellt oder durch Vorwürfe an die Ukraine und den Westen gerechtfertigt. Unabhängigen Journalisten wird üblicherweise vorgeworfen, korrupt zu sein bzw. mit einem verdeckten Auftrag zu handeln.
Zahlreiche Journalisten bekannten, dass hierdurch ihre Berichterstattung beeinflusst wurde, da sie sich vor hasserfüllten Reaktionen auf ihre Berichte fürchteten. Gleichzeitig führte dies zu einer Überprüfung der journalistischen Arbeitsweisen.
Im Weiteren werden vorgeblich ukrainische „Informationsportale“ betrieben, deren Inhalte in St. Petersburg erstellt werden. Aus den vom Hacker-Kollektiv Anonymous International veröffentlichten Daten geht hervor, dass Prigoschin schon vor der Krim-Annexion auch Blogger in der Ukraine finanzierte, so an die 21 Mitarbeiter der „Nowostnoje Agenstwo Charkowa“ (Новостное Агентство Харькова, dt. „Nachrichtenagentur Charkiw“) mit monatlichen Gehältern von insgesamt ca. 220.000 Rubel.

### Desinformation zu Angela Merkel
Anfang Juni 2015 eröffnete Bundeskanzlerin Angela Merkel ihr Profil auf dem Foto-Portal Instagram. Laut einer Regierungssprecherin gab es zum Start des Kanals „innerhalb weniger Stunden einige hundert Kommentare in kyrillischer Schrift“. Die meisten russischsprachigen Kommentatoren schimpften über „ukrainische Faschisten“ und schrieben, dass die Menschen in der Ostukraine vor „Faschismus“ gerettet werden müssten. Ein Bild, auf dem die Kanzlerin mit dem ukrainischen Präsidenten Petro Poroschenko zu sehen ist, wurde besonders häufig auf Russisch kommentiert und Merkel eine Freundschaft zu „den Faschisten“ unterstellt. Im Gegensatz zu den negativen Kommentaren über die Ukraine und Deutschland wurden Russland und Wladimir Putin überschwänglich gelobt. Nach Angaben der FAS handelt es sich um eine organisierte Aktion russischer Internet-Trolle. Die Moscow Times bestreitet, dass die Kommentare etwas mit Putins Troll-Fabriken zu tun hätten.

### Brexit
Die britische Daily Mail berichtete Anfang November 2017 exklusiv darüber, dass die Troll-Armee von St. Petersburg aus auf das Brexit-Referendum Einfluss genommen habe. Nach Auskunft eines anonymen Whistleblowers wurden in den Tagen vor dem Referendum die sozialen Netzwerke (vor allem Twitter und Facebook) gezielt mit kontroversen Artikeln geflutet, so zum Beispiel über den Account eines erfundenen Deutschen, der sich in 20 Tweets pro Stunde über die Briten lustig machte.
In der weiteren Berichterstattung porträtierte die Zeitung den 23-jährigen Journalisten Vitali Bespalow, der nach eigener Aussage in der uliza Sawuschkina 55 als Troll gearbeitet hat. Insgesamt sind bei der Kampagne mindestens 400 Twitterkonten verwendet worden. Der Daily Telegraph berichtete mit Verweis auf Twitter-Daten, dass rund 3.800 russische Konten am Tag des Referendums insgesamt 4.400 Mal das Stichwort Brexit twitterten, 1.100 Mal unter dem Hashtag #ReasonsToLeaveEU.

### Agitation in den USA

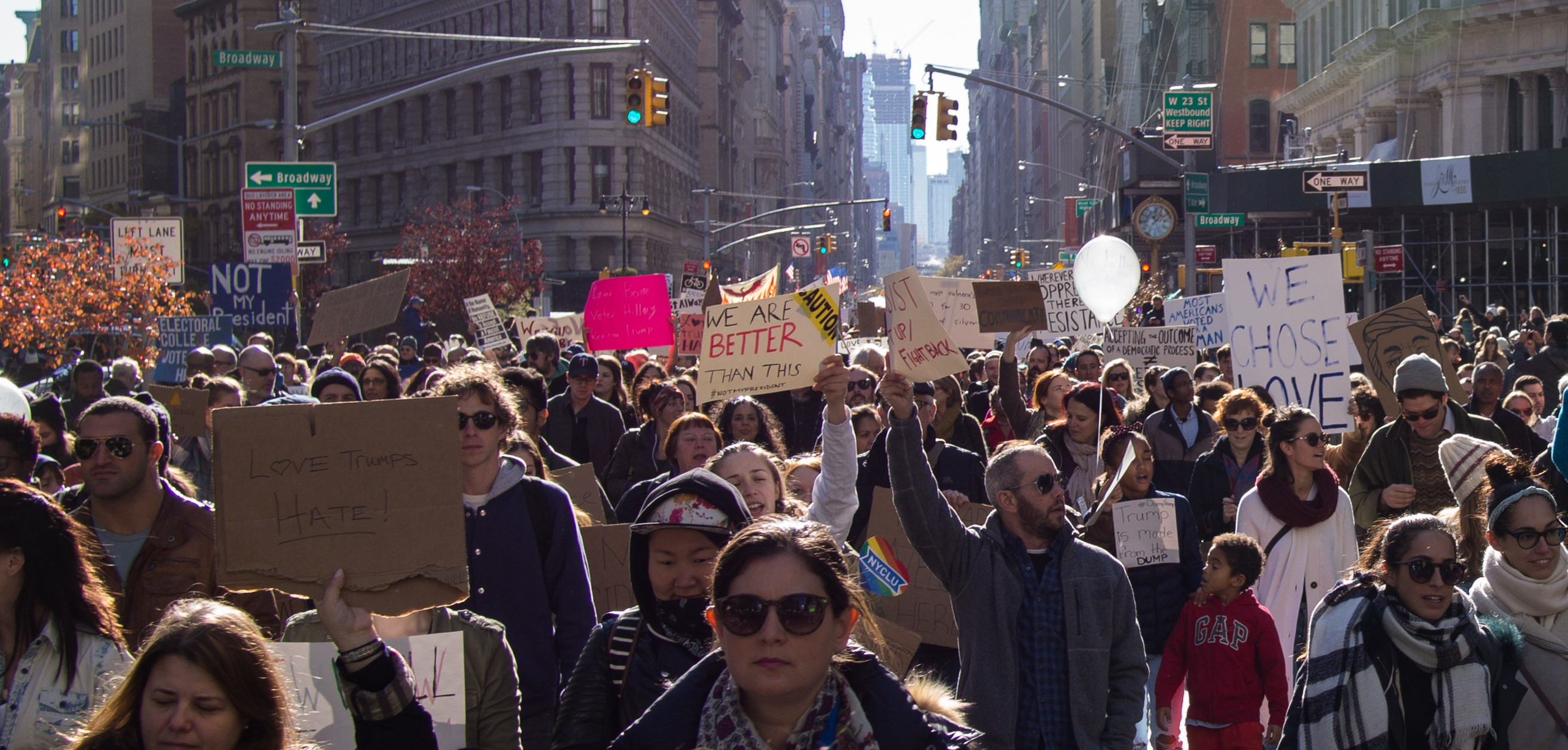
Die Proteste gegen Donald Trump im November 2016 in New York City wurden nach Angaben des Sonderermittlers Robert Mueller von Russen organisiert.

Am 11. September 2014 wurde in sozialen Netzwerken wie Twitter und Facebook das Gerücht über eine angebliche Explosion in einer Chemiefabrik im amerikanischen Bundesstaat Louisiana verbreitet. Um der Falschmeldung Glaubwürdigkeit zu verleihen, wurden falsche Nachrichten- und Wikipedia-Seiten angelegt, Kurznachrichten an Bewohner verschickt, Journalisten und Politiker angeschrieben und falsche Videos auf YouTube eingestellt, in denen der Islamische Staat angeblich die Verantwortung für die Explosion übernahm.
Es dauerte mehrere Stunden, bis die Berichte und Videos als Fälschung entlarvt und festgestellt wurde, dass es keine Explosion gegeben hatte. Adrian Chen von der New York Times verfolgte die Aktivität der Konten in sozialen Netzwerken zurück auf die Sankt Petersburger Trollfabrik. Zweck der Aktion war es nach Chen, den Eindruck zu erwecken, die Vereinigten Staaten hätten die Kontrolle über das Geschehen im eigenen Land verloren.
Auch Rassenhass wurde aus Russland geschürt: Von Russland aus gesteuerte Konten hatten Muslimgegner und Muslimbefürworter zu gleichen Zeiten an identischen Orten zu Kundgebungen aufgerufen. Die Trolle aus Sankt Petersburg sollen laut BBC auch hinter einem Video stecken, in dem ein angeblich amerikanischer Soldat auf den Koran schießt. Auch zur Falschmeldung über einen angeblichen Ebola-Ausbruch in Atlanta wurden Videos gefälscht und über soziale Netzwerke verbreitet.
Die Organisation hatte bei Facebook für 100.000 Dollar Werbeanzeigen gekauft und teils mit Rubeln bezahlt, damit können je nach Verstärkungseffekten etwa 17 Millionen Impressionen erreicht werden. Der unter US-Präsident Trump kurzzeitig als US-Sicherheitsberater amtierende Michael Flynn folgte fünf vom Kreml gesteuerten Twitter-Accounts und unterstützte in mehreren Fällen deren Standpunkte. Das Ziel war laut NZZ, die Polarisierung in den USA vor der Wahl zu verstärken.
Das United States Senate Select Committee on Intelligence (Komitee des US-Senates zur Überwachung der US-Geheimdienste) enthüllte, dass von St. Petersburg aus antimuslimische Proteste am 16. Mai 2016 vor dem Islamic Da’wah Center in Houston organisiert wurden (Facebook-Account „Heart of Texas“). Zugleich organisierten die Trolle auch einen Gegenprotest an derselben Stelle (Facebook-Account „United Muslims of America“) und riefen beide Seiten zu Gewalt auf. Auch schwarze Amerikaner sollten mit von Russland organisierten Gruppen in sozialen Medien radikalisiert werden. Der Occupy-Wall-Street-Mitgründer Micah White berichtete von Versuchen der Vereinnahmung von Aktivisten-Gruppen durch Russland und betonte den Unterschied zur bloßen damaligen Unterstützung der Occupy-Bewegung. Er wies darauf hin, dass offensichtlich eine Fake-„Black Matters“-Gruppe mehr Likes generieren konnte als eine echte Bewegung.
Unter anderem wurde die amerikanische, linksorientierte Internetplattform CounterPunch von der Trollfabrik nach Erkenntnissen des FBI benutzt, um unter der Tarnidentität einer freien Journalistin mit dem Namen „Alice Donovan“ im Wahlkampf vor der US-Präsidentschaftswahl am 8. November 2016 Beiträge gegen die Kandidatin Hillary Clinton zu platzieren und in dem Zusammenhang die angeblich große Bedeutung von Veröffentlichungen geleakter E-Mails auf WikiLeaks zu betonen.
Der Sonderermittler Robert Mueller in der Affäre um eine Beeinflussung des US-Wahlkampfs ließ Mitte Februar 2018 eine Anklageschrift erstellen, nach der mehrere russische Staatsbürger und Organisationen, die im Zusammenhang mit der Troll-Armee stehen, wegen Verschwörung zur Störung der demokratischen Prozesse in den Vereinigten Staaten, darunter der Präsidentschaftswahl von 2016, durch den Einsatz unehrlicher Mittel bezichtigt werden. Darunter waren zahlreiche zu diesem Zweck eingesetzte Tarnfirmen und
13 Personen. Die sechs erstgenannten Personen waren demnach:
- Jewgeni Prigoschin und sein Konkord-Konzern,
- Michail Bystrow, hochrangigster Mitarbeiter, der an Prigoschin berichtete
- Michail Burchik, verantwortlicher Direktor (Planung, Infrastruktur und Personal)
- Aleksandra Krylowa, zeitweise dritthöchste Mitarbeiterin, Informationsbeschaffung in den USA
- Sergei Polosow, IT-Spezialist, verantwortlich für den Aufbau einer Serverstruktur in den USA für die Verschleierung der russischen IP-Adressen der Trollarmee
- Anna Bogatschowa, Datenanalyse und Informationsbeschaffung in den USA

Etwa 80 Angestellte hatte die Troll-Armee laut der Washington Post unter der Tarnbezeichnung „Übersetzer-Projekt“ während des Wahlkampfs in den USA in Russland eingesetzt, um unter anderem in amerikanischen sozialen Medien mit verschiedenen Nutzerkonten als US-Bürger aufzutreten, mit echten Anhängern Donald Trumps zu interagieren, beim Organisieren von Kundgebungen zu helfen und Zweifel an der Ehrlichkeit und am Gesundheitszustand der Kandidatin Hillary Clinton zu säen. Die Trolle hätten stets bereits bestehende Konfliktfelder in der amerikanischen Gesellschaft ausgenutzt und Themen aus Trumps Wahlkampf aufgegriffen.
Die russischen Trolle setzten nach Recherchen der New York Times vom Februar 2018 zum Schulmassaker von Parkland eine ganze Bandbreite beliebter sozialer Medien ein, darunter Verschwörungsvideos auf YouTube, gefälschte Interessengruppen auf Facebook und eine große Zahl automatisierter Twitterkonten, die in der Lage wären, die Deutungshoheit über Themen und Diskussionen zu gewinnen. So hatten die russischen Trolle bereits während des US-Wahlkampfes den Twitter-Feed @TEN_GOP etabliert, den offenbar viele Amerikaner für ein offizielles Twitterkonto der Republikanischen Partei von Tennessee hielten, der 100.000 Follower erreichte und dessen Tweets auch von prominenten Mitgliedern des Trump-Wahlkampfteams weiterverbreitet wurden.
Im Dezember 2018 wurden zwei unabhängig voneinander erstellte Studien über die Tätigkeit der „Agentur für Internet-Forschung“ vorgestellt, die nach Meinung der Verfasser massive Manipulationen während der Wahlkampagne vor der Präsidentschaftswahl in den Vereinigten Staaten 2016 belegen. Für die Analysen wurden nach Angaben ihrer Verfasser Millionen von Nachrichten in den sozialen Netzwerken ausgewertet, die sich der „Agentur für Internet-Forschung“ zuordnen lassen. Einem Bericht der New York Times zufolge zielte die Kampagne besonders auf Afroamerikaner ab; sie sollten davon abgebracht werden, die demokratische Kandidatin Hillary Clinton zu wählen.
Eine Analyse von 2020 zeigte allerdings keinerlei Effekt auf die politische Einstellungen amerikanischer Nutzer bei der Begegnung mit russischen Trollen im Netz.

### Störung des französischen Wahlkampfs
Wie im amerikanischen Wahlkampf 2016 kam es auch während der Präsidentschaftswahl in Frankreich zu Eingriffen russischer Hacker in den Wahlkampf: So wurden am 5. Mai 2017, am Vorabend der offiziellen 40-stündigen Informationssperre vor dem zweiten Wahlgang, angeblich kompromittierende Daten und Unterlagen aus dem Lager Emmanuel Macrons veröffentlicht, die auf verschiedenen sozialen Netzwerken unter dem Schlagwort #MacronLeaks oder #Macrongate massiv verbreitet wurden, insbesondere von rechtsextremen amerikanischen Kreisen (aber auch von Anhängern des Front National). Die Beschuldigungen und angeblichen Enthüllungen wurden aufgrund der üblichen Vorwahl-Nachrichtensperre nicht von den französischen Medien aufgenommen und hatten auf den Wahlausgang letztlich nicht die gewünschten Folgen. Die Metadaten der veröffentlichten Dateien und Unterlagen belegen den russischen Ursprung der Hacks; sie zeigen eine Bearbeitung durch Mitarbeiter von Evrika ZAO, einem bekannten St. Petersburger Subunternehmer des staatlichen Geheimdienstes FSB, der zuvor auch schon durch Phishing-Attacken auf die CDU aufgefallen war.

### Vortäuschung internationaler Nachrichtenseiten
Einer Recherche von T-online zufolge wurden im Sommer 2022 Websites erstellt, die sich als Nachrichtenseiten deutscher, englischer, französischer und italienischer Medien (darunter Frankfurter Allgemeine Zeitung, Der Tagesspiegel, Neues Deutschland, Bild, t-online, SPIEGEL, Daily Mail, Ansa und 20 Minutes) ausgeben und dabei Falschinformationen verbreiten. Die Fake-Nachrichtenseiten behandeln Themen mit Bezug zum Russisch-Ukrainischen Krieg, zu Sanktionen gegen Russland, zur Inflation infolge des Krieges und zu steigenden Energiepreisen. Die miteinander verlinkten und gefälschten Nachrichten sind gegen die Politik der deutschen Bundesregierung, gegen die Ukraine und Ukrainer sowie gegen die Russland-Sanktionen gerichtet. Laut dem Institute for Strategic Dialogue (ISD) ist die Desinformationskampagne alleine in Deutschland von beispiellosem Ausmaß. So wurde eine der Fakemeldungen zwischen 500.000- und 600.000-mal aufgerufen.

## Gegenbewegungen
Nach bisheriger Kenntnis entwickeln sich gegen die staatlichen Desinformationskampagnen einige zivilgesellschaftlich organisierte Gegenbewegungen. Ziel ist es, die als Propaganda angesehenen oder durchschauten Behauptungen auf ihre Stichhaltigkeit zu prüfen und den Medienkonsumenten, mittels Überprüfung der Behauptungen, die Mittel und Möglichkeiten von staatlichen Insistierungen offenzulegen. Eine Factchecking-Plattform, die Desinformationen aufklärt, ist das über Crowdfunding und die Stiftungen Open Society Foundations und das US-amerikanische National Endowment for Democracy finanzierte Portal Stopfake.org. Die Organisation wurde von Studenten wie Absolventen der Journalismusschule der Universität-Kiew-Mohyla-Akademie im März 2014 gegründet. Sie nutzt zur Überprüfung vorgegebener oder angeblicher Ereignisse beider Seiten vorwiegend öffentlich zugängliche Medien und das Internet. Jedoch zählen auch investigative Befragungen von Menschen aus Regionen dazu, in denen die Ereignisse stattgefunden haben sollen. Über den Einfluss solcher investigativen Bewegungen liegen bisher keine Erkenntnisse vor.
Falschmeldungen zu entlarven, hat sich außerdem das russische Projekt Noodleremover.news zur Aufgabe gemacht. Der Europäische Auswärtige Dienst hat Ende 2015 als Antwort auf anhaltende Desinformation aus Russland die Arbeitsgruppe East StratCom Task Force gegründet. Die Arbeitsgruppe stellt in dem wöchentlichen Newsletter Disinformation Review Beispiele für Desinformation in russischen Medien zusammen und beleuchtet die Sichtweise von regierungsnahen Medien in dem Newsletter Disinformation Digest.
In den baltischen Staaten haben sich Privatpersonen zusammengetan, die in sozialen Medien (z. B. auf Facebook und vKontakte) und vor allem in Kommentarspalten von Nachrichtenartikeln russischer Propaganda über das Baltikum entgegenwirken. Zum Beispiel versuchen sie Behauptungen zu widerlegen, dass Litauer Nazis sind und Litauen ein Marionettenstaat der Vereinigten Staaten. Sie organisieren sich hauptsächlich in Google-Gruppen und nennen sich „Elfen“ in Abgrenzung zu „Trollen“.
Anfang November 2017 meldete die russische Zeitung Nowaja gaseta, dass sich die russische Trollfabrik FAN über „Zensur“ beklagte, als der Suchmaschinenbetreiber Google die mit ihr verbundenen Dienste aus seinen Resultaten ausschloss.

## Offizielle und inoffizielle russische Stellungnahmen
„Auf staatlicher Ebene machen wir so etwas nicht“, sagte Präsident Wladimir Putin am 1. Juni 2017 vor Journalisten zu deren Fragen betreffend eine mögliche Beeinflussung der deutschen Bundestagswahl 2017. Er schloss hingegen nicht aus, dass „patriotische“ Landsleute dies tun könnten.
Im November 2022 schrieb Jewgeni Prigoschin auf Vkontakte bezüglich russischer Einmischung in US-Wahlen: „Wir haben uns eingemischt, wir tun es und wir werden es weiter tun“. Anfang 2023 gab Prigoschin offiziell zu, die Trollfabrik gegründet und geleitet zu haben.

## Weitere Trollfabriken und andere Desinformationskampagnen
- Reconquista Germanica – Deutsches Netzwerk von rechten Onlineaktivisten.[99]
- Doppelgänger – eine 2022 identifizierte russische Desinformationsoperation, mit dem Ziel, westliche Regierungen und ihre Politik zu diskreditieren
- newsweb.pl – ehemalige polnische Trollfabrik der Firma HGA Medien in Warschau. Die Seite gab sich als „Nachrichtenportal“ aus und verbreitete rechte Fakenews mit den Feindbildern EU, Flüchtlinge und Deutschland. Mittels Social-Media-Verlinkungen erreichte die Seite eine Reichweite von bis zu sieben Millionen Aufrufe pro Woche. Recherchen des Fernsehsenders TVN deckten die Trollfabrik 2018 auf.[100]
- 50 Cent Party – Internetkommentatoren bezahlt durch den Staatsrat der Volksrepublik China
- Einheit 29155 – Spezialeinheit des russischen Militärnachrichtendienstes Glawnoje Raswedywatelnoje Uprawlenije (GRU)
- Sofacy Group – vermutliches Hackerkollektiv des GRU
- Ruptly – im staatlichen russischen Auftrag agierende internationale Nachrichtenagentur
- Katehon – russische Denkfabrik zur Verbreitung geopolitischer Vorstellungen von Alexander Dugin

## Literarische Verarbeitung
- Michal Hvorecky: Troll. Klett-Cotta, 2018, ISBN 978-3-608-50411-8.

- Manfred Theisen: Uncover – Die Trollfabrik. Loewe Verlag, Bindlach 2020, ISBN 978-3-7432-0182-8.